# Hertha Berliner Sport-Club 1973-1974
Questa voce raccoglie le informazioni riguardanti l'Hertha Berliner Sport-Club nelle competizioni ufficiali della stagione 1973-1974.

## Stagione
Nella stagione 1973-1974 l'Hertha Berlino, allenato da Fiffi Kronsbein e Hans Eder, concluse il campionato di Bundesliga al 8º posto. In Coppa di Germania l'Hertha Berlino fu eliminato agli ottavi di finale dal Wattenscheid 09.

## Rosa
| N. |                     | Ruolo | Calciatore             |
| -- | ------------------- | ----- | ---------------------- |
|    | Germania (bandiera) | P     | Horst Wolter           |
|    | Germania (bandiera) | P     | Thomas Zander          |
|    | Germania (bandiera) | D     | Holger Brück           |
|    | Germania (bandiera) | D     | Heinz-Peter Buchberger |
|    | Germania (bandiera) | D     | Frank Hanisch          |
|    | Germania (bandiera) | D     | Herward Koppenhöfer    |
|    | Germania (bandiera) | D     | Ludwig Müller          |
|    | Germania (bandiera) | D     | Michael Sziedat        |
|    | Germania (bandiera) | D     | Hans Weiner            |
|    | Germania (bandiera) | C     | Erich Beer             |

| N. |                     | Ruolo | Calciatore          |
| -- | ------------------- | ----- | ------------------- |
|    | Germania (bandiera) | C     | Klaus-Peter Hanisch |
|    | Germania (bandiera) | C     | Erwin Hermandung    |
|    | Germania (bandiera) | C     | Johannes Riedl      |
|    | Germania (bandiera) | C     | Wolfgang Sidka      |
|    | Germania (bandiera) | C     | Gerd Werthmüller    |
|    | Germania (bandiera) | A     | Gerhard Grau        |
|    | Germania (bandiera) | A     | Peter Gutzeit       |
|    | Germania (bandiera) | A     | Lorenz Horr         |
|    | Germania (bandiera) | A     | Manfred Lenz        |
|    | Svizzera (bandiera) | A     | Kudi Müller         |

## Organigramma societario
Area tecnica
- Allenatore: Hans Eder
- Allenatore in seconda:
- Preparatore dei portieri:
- Preparatori atletici:

## Calciomercato

### Sessione estiva
| Acquisti | Acquisti         | Acquisti         | Acquisti |
| R.       | Nome             | da               | Modalità |
| -------- | ---------------- | ---------------- | -------- |
| D        | Klaus Walleitner | Tasmania Berlino |          |

| Cessioni | Cessioni | Cessioni | Cessioni |
| R.       | Nome     | a        | Modalità |
| -------- | -------- | -------- | -------- |

### Sessione invernale
| Acquisti | Acquisti            | Acquisti          | Acquisti |
| R.       | Nome                | da                | Modalità |
| -------- | ------------------- | ----------------- | -------- |
| D        | Herward Koppenhöfer | Kickers Offenbach |          |

| Cessioni | Cessioni         | Cessioni | Cessioni |
| R.       | Nome             | a        | Modalità |
| -------- | ---------------- | -------- | -------- |
| D        | Klaus Walleitner | Augusta  |          |

## Risultati

### Bundesliga

#### Girone di andata
| Arbitro: | Kindervater |

|  |           |                          |
|  | Marcatori | 8’ Hermandung 71’ Müller |

| Arbitro: | Siepe |

|                              |           |                               |
| Müller 38’ Müller 65’ (rig.) | Marcatori | 31’ Hickersberger 81’ Schäfer |

| Arbitro: | Klauser |

|            |           |                |
| Danner 38’ | Marcatori | 58’ Hermandung |

| Arbitro: | Weyland |

|                           |           |                           |
| Müller 26’ Hermandung 61’ | Marcatori | 66’ Müller 75’ Dürnberger |

| Arbitro: | Biwersi |

|                                |           |                                 |
| Mödrath 56’ Kucharski 73’, 83’ | Marcatori | 17’ Müller 34’ Beer 38’ Sziedat |

| Arbitro: | Nützel |

|                |           |              |
| Hermandung 82’ | Marcatori | 57’ de Vlugt |

| Arbitro: | Horstmann |

|                            |           |  |
| Hermandung 73’ Gutzeit 77’ | Marcatori |  |

| Arbitro: | Redelfs |

|                        |           |           |
| Pröpper 21’ Cremer 30’ | Marcatori | 41’ Brück |

| Arbitro: | Basedow |

|                |           |  |
| Hermandung 72’ | Marcatori |  |

| Arbitro: | Nickel |

|                                    |           |          |
| Schildt 8’ Weist 31’, 70’ Kamp 35’ | Marcatori | 43’ Beer |

| Arbitro: | Waltert |

|                                       |           |                  |
| Gutzeit 16’ Hanisch 29’ Beer 56’, 71’ | Marcatori | 50’, 75’ Reimann |

| Arbitro: | Hillebrand |

|                 |           |  |
| Nickel 42’, 82’ | Marcatori |  |

| Arbitro: | Dreher |

|                          |           |                      |
| Hein 16’ (aut.) Beer 43’ | Marcatori | 61’ Müller 84’ Weber |

| Arbitro: | Nützel |

|             |           |                |
| Lehmann 39’ | Marcatori | 17’ Hermandung |

| Arbitro: | Fork |

|                           |           |             |
| Gutzeit 26’, 47’ Horr 90’ | Marcatori | 61’ Pirrung |

| Arbitro: | Weyland |

|                  |           |  |
| Stickel 53’, 79’ | Marcatori |  |

| Arbitro: | Riegg |

|                                      |           |                       |
| Horr 12’, 30’ Müller 20’ Gutzeit 48’ | Marcatori | 41’ Balte 88’ Walitza |

#### Girone di ritorno
| Arbitro: | Hennig |

|                      |           |               |
| Gutzeit 50’ Beer 84’ | Marcatori | 61’ Bjørnmose |

| Arbitro: | Fork |

|                   |           |             |
| Hickersberger 45’ | Marcatori | 62’ Sziedat |

| Arbitro: | Meuser |

|                                 |           |                                                    |
| Hermandung 8’ Horr 54’ Beer 59’ | Marcatori | 2’ (aut.) Weiner 20’ Vogts 42’ Heynckes 52’ Jensen |

| Arbitro: | Hillebrand |

|                                           |           |                |
| Beckenbauer 36’ Dürnberger 48’ Müller 66’ | Marcatori | 69’ Hermandung |

| Arbitro: | Wohlfarth |

|                   |           |            |
| Müller 39’ (rig.) | Marcatori | 34’ Struth |

| Arbitro: | Basedow |

|                           |           |                             |
| Erlhoff 10’, 23’ Bast 67’ | Marcatori | 30’ (rig.) Müller 59’ Riedl |

| Arbitro: | Picker |

|           |           |          |
| Budde 58’ | Marcatori | 15’ Horr |

| Arbitro: | Boe |

|                               |           |  |
| Riedl 62’ Müller 68’ Horr 76’ | Marcatori |  |

| Arbitro: | Redelfs |

|                                      |           |  |
| Fischer 27’ Kremers 29’ Rüssmann 41’ | Marcatori |  |

| Berlino 23 marzo 1974, ore 15:30 CET 27ª giornata | Hertha Berlino | 0 – 0 referto | Werder Brema | Stadio Olimpico (16 000 spett.)\| Arbitro: \| Siepe \| |
| Arbitro:                                          | Siepe          |               |              |                                                        |

| Arbitro: | Aldinger |

|                                                 |           |           |
| Damjanoff 43’ Höfer 47’ Siemensmeyer 77’ (rig.) | Marcatori | 65’ Brück |

| Arbitro: | Eschweiler |

|                    |           |               |
| Brück 40’ Grau 72’ | Marcatori | 31’ Trinklein |

| Arbitro: | Meuser |

|                            |           |                                                |
| Simmet 22’ Müller 58’, 90’ | Marcatori | 11’ Müller 32’ Hermandung 50’ Beer 77’ Sziedat |

| Arbitro: | Frickel |

|                 |           |                                              |
| Müller 17’, 50’ | Marcatori | 67’ Bücker 79’ Linßen 85’ Lehmann 90’ Wunder |

| Arbitro: | Waltert |

|                                         |           |          |
| Toppmöller 49’ Sandberg 57’ Schwarz 64’ | Marcatori | 51’ Beer |

| Arbitro: | Fork |

|                |           |  |
| Hermandung 71’ | Marcatori |  |

| Arbitro: | Lutz |

|                  |           |          |
| Walitza 39’, 52’ | Marcatori | 87’ Horr |

### Coppa di Germania
| Arbitro: | Boe |

|                  |           |                      |
| Müller 52’, 111’ | Marcatori | 24’ Brei 107’ Köhnen |

| Arbitro: | Lutz |

|                        |                      |                          |
| Geye 62’               | Marcatori            | 10’ Müller               |
| Herzog Abel Biesenkamp | Tiri di rigore 1 – 4 | Müller Horr Sziedat Beer |

| Arbitro: | Schulenburg |

|            |           |  |
| Klimke 75’ | Marcatori |  |

## Statistiche

### Statistiche di squadra
| Competizione      | Punti | In casa | In casa | In casa | In casa | In casa | In casa | In trasferta | In trasferta | In trasferta | In trasferta | In trasferta | In trasferta | Totale | Totale | Totale | Totale | Totale | Totale | DR |
| Competizione      | Punti | G       | V       | N       | P       | Gf      | Gs      | G            | V            | N            | P            | Gf           | Gs           | G      | V      | N      | P      | Gf     | Gs     | DR |
| ----------------- | ----- | ------- | ------- | ------- | ------- | ------- | ------- | ------------ | ------------ | ------------ | ------------ | ------------ | ------------ | ------ | ------ | ------ | ------ | ------ | ------ | -- |
| Bundesliga        | 33    | 17      | 9       | 6       | 2       | 35      | 23      | 17           | 2            | 5            | 10           | 21           | 37           | 34     | 11     | 11     | 12     | 56     | 60     | -4 |
| Coppa di Germania | -     | 1       | 0       | 1       | 0       | 2       | 2       | 2            | 0            | 1            | 1            | 1            | 2            | 3      | 0      | 2      | 1      | 3      | 4      | -1 |
| Totale            | 33    | 18      | 9       | 7       | 2       | 37      | 25      | 19           | 2            | 6            | 11           | 22           | 39           | 37     | 11     | 13     | 13     | 59     | 64     | -5 |

### Andamento in campionato
| Giornata  | 1 | 2 | 3 | 4 | 5 | 6 | 7 | 8 | 9 | 10 | 11 | 12 | 13 | 14 | 15 | 16 | 17 | 18 | 19 | 20 | 21 | 22 | 23 | 24 | 25 | 26 | 27 | 28 | 29 | 30 | 31 | 32 | 33 | 34 |
| --------- | - | - | - | - | - | - | - | - | - | -- | -- | -- | -- | -- | -- | -- | -- | -- | -- | -- | -- | -- | -- | -- | -- | -- | -- | -- | -- | -- | -- | -- | -- | -- |
| Luogo     | T | C | T | C | T | C | C | T | C | T  | C  | T  | C  | T  | C  | T  | C  | C  | T  | C  | T  | C  | T  | T  | C  | T  | C  | T  | C  | T  | C  | T  | C  | T  |
| Risultato | V | N | N | N | N | N | V | P | V | P  | V  | P  | N  | N  | V  | P  | V  | V  | N  | P  | P  | N  | P  | N  | V  | P  | N  | P  | V  | V  | P  | P  | V  | P  |
| Posizione | 4 | 6 | 6 | 5 | 7 | 7 | 5 | 6 | 6 | 8  | 5  | 8  | 8  | 7  | 5  | 8  | 7  | 6  | 6  | 7  | 7  | 7  | 9  | 10 | 8  | 10 | 10 | 10 | 10 | 9  | 9  | 8  | 8  | 8  |

Legenda:

Luogo: C = Casa; T = Trasferta. Risultato: V = Vittoria; N = Pareggio; P = Sconfitta.

### Statistiche dei giocatori
| Giocatore      | Bundesliga | Bundesliga | Bundesliga  | Bundesliga | Coppa di Germania | Coppa di Germania | Coppa di Germania | Coppa di Germania | Totale   | Totale | Totale      | Totale     |
| Giocatore      | Presenze   | Reti       | Ammonizioni | Espulsioni | Presenze          | Reti              | Ammonizioni       | Espulsioni        | Presenze | Reti   | Ammonizioni | Espulsioni |
| -------------- | ---------- | ---------- | ----------- | ---------- | ----------------- | ----------------- | ----------------- | ----------------- | -------- | ------ | ----------- | ---------- |
| E. Beer        | 33         | 9          | 0           | 0          | 3                 | 0                 | 0                 | 0                 | 36       | 9      | 0           | 0          |
| H. Brück       | 34         | 3          | 1           | 0          | 3                 | 0                 | 0                 | 0                 | 37       | 3      | 1           | 0          |
| H. Buchberger  | 0          | 0          | 0           | 0          | 0                 | 0                 | 0                 | 0                 | 0        | 0      | 0           | 0          |
| J. Diefenbach  | 0          | 0          | 0           | 0          | 0                 | 0                 | 0                 | 0                 | 0        | 0      | 0           | 0          |
| G. Grau        | 16         | 1          | 0           | 0          | 3                 | 0                 | 0                 | 0                 | 19       | 1      | 0           | 0          |
| P. Gutzeit     | 18         | 6          | 1           | 0          | 3                 | 0                 | 0                 | 0                 | 21       | 6      | 1           | 0          |
| F. Hanisch     | 29         | 1          | 1           | 0          | 2                 | 0                 | 0                 | 0                 | 31       | 1      | 1           | 0          |
| K. Hanisch     | 1          | 0          | 0           | 0          | 1                 | 0                 | 0                 | 0                 | 2        | 0      | 0           | 0          |
| E. Hermandung  | 34         | 11         | 2           | 0          | 3                 | 0                 | 0                 | 0                 | 37       | 11     | 2           | 0          |
| L. Horr        | 32         | 7          | 7           | 0          | 3                 | 0                 | 0                 | 0                 | 35       | 7      | 7           | 0          |
| U. Kliemann    | 0          | 0          | 0           | 0          | 0                 | 0                 | 0                 | 0                 | 0        | 0      | 0           | 0          |
| H. Koppenhöfer | 7          | 0          | 0           | 0          | 0                 | 0                 | 0                 | 0                 | 7        | 0      | 0           | 0          |
| M. Lenz        | 0          | 0          | 0           | 0          | 0                 | 0                 | 0                 | 0                 | 0        | 0      | 0           | 0          |
| B. Magnusson   | 0          | 0          | 0           | 0          | 0                 | 0                 | 0                 | 0                 | 0        | 0      | 0           | 0          |
| K. Müller      | 32         | 9          | 4           | 0          | 3                 | 2                 | 0                 | 0                 | 35       | 11     | 4           | 0          |
| L. Müller      | 34         | 3          | 3           | 0          | 3                 | 1                 | 0                 | 0                 | 37       | 4      | 3           | 0          |
| J. Riedl       | 27         | 2          | 6           | 0          | 0                 | 0                 | 0                 | 0                 | 27       | 2      | 6           | 0          |
| M. Roßbach     | 0          | 0          | 0           | 0          | 0                 | 0                 | 0                 | 0                 | 0        | 0      | 0           | 0          |
| W. Sidka       | 0          | 0          | 0           | 0          | 0                 | 0                 | 0                 | 0                 | 0        | 0      | 0           | 0          |
| M. Sziedat     | 33         | 3          | 0           | 0          | 3                 | 0                 | 0                 | 0                 | 36       | 3      | 0           | 0          |
| D. Szymanek    | 0          | 0          | 0           | 0          | 0                 | 0                 | 0                 | 0                 | 0        | 0      | 0           | 0          |
| K. Walleitner  | 2          | 0          | 0           | 0          | 0                 | 0                 | 0                 | 0                 | 2        | 0      | 0           | 0          |
| H. Weiner      | 33         | 0          | 1           | 0          | 3                 | 0                 | 0                 | 0                 | 36       | 0      | 1           | 0          |
| G. Werthmüller | 3          | 0          | 1           | 0          | 0                 | 0                 | 0                 | 0                 | 3        | 0      | 1           | 0          |
| K. Wohlfarth   | 0          | 0          | 0           | 0          | 0                 | 0                 | 0                 | 0                 | 0        | 0      | 0           | 0          |
| H. Wolter      | 3          | 0          | 0           | 0          | 0                 | 0                 | 0                 | 0                 | 3        | 0      | 0           | 0          |
| T. Zander      | 31         | 0          | 0           | 0          | 3                 | 0                 | 0                 | 0                 | 34       | 0      | 0           | 0          |